# Dictatura Centrocaspică
Dictatura Centrocaspică (în limba rusă: Диктатура Центрокаспия, Diktatura Țentrokaspia) a fost un stat efemer antisovietic proclamat la Baku, capitala contemporană a Azerbaidjanului, în timpul Primului Război Mondial. Acest stat a fost creația socialist-revoluționarilor, menșevicilor și a dașnakilor armeni și a înlocuit Comuna din Baku, după o lovitură de stat sângeroasă pe 26 iulie 1918. Dictatura și-a încetat existența pe 15 septembrie 1918, când forțele azere și otomane au cucerit capitala Baku.

## Contextul istoric
Forțele antisovietice ți antimusulmane au cerut ajutorul britanicilor pentru oprirea „Armatei Islamului” otomane din marșul acesteia împotriva orașului Baku. Forțele britanice sub comanda generalului Dunsterville au ocupat orașul și au sprijinit forțele armene să apere capitala în timpul bătăliei de la Baku. Orașul a fost însă cucerit în cele din urmă de otomani pe 15 septembrie 1918, iar victoria azero-otomană i-a obligat pe britanici și pe cei mai mulți armeni să fugă.
Imperiul Otoman a semnat armistițiul de la Mudros pe 30 octombrie 1918, iar britanicii au reocupat orașul Baku.